# Oksalosirćetna kiselina
Oksalosirćetna kiselina (oksalacetatna kiselina) je organsko jedinjenje sa hemijskom formulom  ili .
Njen potpuno deprotonisani derivat je oksaloacetatni anjon,  ili . To ime se takođe koristi za estre koji sadrže divalentnu  grupu. Gubitak jednog protona daje konjugovanu bazu, anjon hidrogenoksaloacetatni anjon .

## Funkcija
Ova dikarboksilna kiselina sa četiri ugljenika je protonisana varijanta oksaloacetata, koji je intermedijer u ciklusu limunske kiseline i glukoneogenezi. Oksaloacetat se formira nakon oksidacije L-malata, posredstvom malat dehidrogenaze, i reaguje sa acetil-KoA da formira citrat, što je katalizovano citrat sintazom. Oksalosirćetna kiselina se takođe formira u mezofilu biljki putem kondenzacije 2 sa fosfoenolpiruvatom, posredstvom PEP karboksikinaze. Ona se može formirati iz piruvata putem anaplerotske reakcije. Oksaloacetat je potentan inhibitor sukcinat dehidrogenaze.

## Chemical properties
Enolne forme oksaloacetne kiseline su posebno stabilne. To je izraženo do te mere da dva izomera imaju različite tačke topljenja (152 °C za  izoformu i 184 °C za  izoformu). Enolni proton ima  vrednost od 13,02.
Oksaloacetat je nestabilan u rastvoru, gde se razlaže do piruvata dekarboksilacijom tokom u toku nekoliko sati (na sobnoj temperaturi) ili dana (0 °C). Iz tog razloga se preporučuje čuvanje zamrznutog suvog materijala.